# Magyarországi pártok listája 1990-től
Ez a lap a magyarországi pártok listája 1990-től, ami a Harmadik Magyar Köztársaságban alakult és a rendszerváltást követő parlamenti és azon kívüli pártokat sorolja fel napjainkig.

## Parlamenti pártok
|                                                                                              | Logó                                                                                         | Párt                                                                                         | Rövidítése                                                                                   | Spektrum                                                                                     | Ideológia                                                                                    | Alapítása                                                                                    | Elnöke(i)                                                                                    | OGY mandátumok                                                                               | EP mandátumok                                                                                | EP képviselőcsoport |
| Saját frakcióval rendelkező parlamenti pártok a 2022-es országgyűlési választásokat követően | Saját frakcióval rendelkező parlamenti pártok a 2022-es országgyűlési választásokat követően | Saját frakcióval rendelkező parlamenti pártok a 2022-es országgyűlési választásokat követően | Saját frakcióval rendelkező parlamenti pártok a 2022-es országgyűlési választásokat követően | Saját frakcióval rendelkező parlamenti pártok a 2022-es országgyűlési választásokat követően | Saját frakcióval rendelkező parlamenti pártok a 2022-es országgyűlési választásokat követően | Saját frakcióval rendelkező parlamenti pártok a 2022-es országgyűlési választásokat követően | Saját frakcióval rendelkező parlamenti pártok a 2022-es országgyűlési választásokat követően | Saját frakcióval rendelkező parlamenti pártok a 2022-es országgyűlési választásokat követően | Saját frakcióval rendelkező parlamenti pártok a 2022-es országgyűlési választásokat követően |                     |
| -------------------------------------------------------------------------------------------- | -------------------------------------------------------------------------------------------- | -------------------------------------------------------------------------------------------- | -------------------------------------------------------------------------------------------- | -------------------------------------------------------------------------------------------- | -------------------------------------------------------------------------------------------- | -------------------------------------------------------------------------------------------- | -------------------------------------------------------------------------------------------- | -------------------------------------------------------------------------------------------- | -------------------------------------------------------------------------------------------- | ------------------- |
|                                                                                              |                                                                                              | Demokratikus Koalíció                                                                        | DK                                                                                           | baloldali                                                                                    | • szociálliberalizmus • Európa-pártiság                                                      | 2011. október 22.                                                                            | Dobrev Klára                                                                                 | 16                                                                                           | 2                                                                                            | S&D                 |
|                                                                                              |                                                                                              | Fidesz – Magyar Polgári Szövetség                                                            | Fidesz                                                                                       | jobboldali                                                                                   | • nemzeti konzervativizmus • jobboldali populizmus                                           | 1988. március 30.                                                                            | Orbán Viktor                                                                                 | 116                                                                                          | 10                                                                                           | PfE                 |
|                                                                                              |                                                                                              | Jobbik Magyarországért Mozgalom                                                              | Jobbik                                                                                       | jobbközép                                                                                    | • nacionalizmus • Európa-pártiság                                                            | 2003. november 20.                                                                           | Adorján Béla                                                                                 | 7                                                                                            | –                                                                                            | n/a                 |
|                                                                                              |                                                                                              | Kereszténydemokrata Néppárt                                                                  | KDNP                                                                                         | jobboldali                                                                                   | • kereszténydemokrácia • nemzeti konzervativizmus                                            | 1989. december 6.                                                                            | Semjén Zsolt                                                                                 | 19                                                                                           | 1                                                                                            | PfE                 |
|                                                                                              |                                                                                              | Magyar Szocialista Párt                                                                      | MSZP                                                                                         | baloldali                                                                                    | • szociáldemokrácia • szocializmus                                                           | 1989. november 21.                                                                           | Komjáthi Imre                                                                                | 10                                                                                           | –                                                                                            | n/a                 |
|                                                                                              |                                                                                              | Mi Hazánk Mozgalom                                                                           | Mi Hazánk                                                                                    | szélsőjobboldali                                                                             | • keresztényszocializmus • nemzeti radikalizmus                                              | 2018. szeptember 5.                                                                          | Toroczkai László                                                                             | 6                                                                                            | 1                                                                                            | ESN                 |
|                                                                                              |                                                                                              | Momentum Mozgalom                                                                            | Momentum                                                                                     | centrista                                                                                    | • liberalizmus • Európa-pártiság                                                             | 2017. május 19.                                                                              | Tompos Márton                                                                                | 10                                                                                           | –                                                                                            | n/a                 |
|                                                                                              |                                                                                              | Párbeszéd – A Zöldek Pártja                                                                  | Párbeszéd-Zöldek                                                                             | baloldali                                                                                    | • zöldpolitika • szociáldemokrácia                                                           | 2013. augusztus 22.                                                                          | Szabó Rebeka/ Barabás Richárd                                                                | 6                                                                                            | –                                                                                            | n/a                 |
| Az Országgyűlésben jelenlévő, de saját frakcióval nem rendelkező pártok                      |                                                                                              |                                                                                              |                                                                                              |                                                                                              |                                                                                              |                                                                                              |                                                                                              |                                                                                              |                                                                                              |                     |
|                                                                                              |                                                                                              | LMP – Magyarország Zöld Pártja                                                               | LMP-Zöldek                                                                                   | centrista                                                                                    | • zöldpolitika • zöld liberalizmus                                                           | 2009. február 24.                                                                            | Szabó-Kellner Katalin/ Ungár Péter                                                           | 3                                                                                            | –                                                                                            | n/a                 |
|                                                                                              |                                                                                              | Nép Pártján                                                                                  | Nép Pártján                                                                                  | jobbközép                                                                                    | • Konzervativizmus • Populizmus • Európa-pártiság                                            | 2023. július 25.                                                                             | Jakab Péter                                                                                  | 1                                                                                            | –                                                                                            | n/a                 |
| Az Országgyűlésben jelenlévő nemzetiségi érdekképviseleti szervezetek                        |                                                                                              |                                                                                              |                                                                                              |                                                                                              |                                                                                              |                                                                                              |                                                                                              |                                                                                              |                                                                                              |                     |
|                                                                                              |                                                                                              | Magyarországi Németek Országos Önkormányzata                                                 | MNOÖ                                                                                         | jobboldali                                                                                   | • Magyarországi németek érdekképviselete                                                     | 1995. március 11.                                                                            | Englenderné Hock Ibolya                                                                      | 1                                                                                            | –                                                                                            | n/a                 |
| Az európai parlamentben jelenlévő, de az Országgyűlésben nem jelenlévő pártok                |                                                                                              |                                                                                              |                                                                                              |                                                                                              |                                                                                              |                                                                                              |                                                                                              |                                                                                              |                                                                                              |                     |
|                                                                                              |                                                                                              | Tisztelet és Szabadság Párt                                                                  | TISZA                                                                                        | jobbközép                                                                                    | • konzervatív liberalizmus • Európa-pártiság                                                 | 2020. október 23.                                                                            | Magyar Péter                                                                                 | –                                                                                            | 7                                                                                            | EPP                 |

### Korábbi parlamenti pártok
|                                                                                         | Logó                                                              | Párt                                                              | Rövidítése                                                        | Spektrum                                                          | Ideológia                                                         | Alapítása                                                         | Parlamenti jelenlét                                               |                                                                   |                                                                   |
| Saját frakcióval rendelkező parlamenti pártok 1990 és 2025 között                       | Saját frakcióval rendelkező parlamenti pártok 1990 és 2025 között | Saját frakcióval rendelkező parlamenti pártok 1990 és 2025 között | Saját frakcióval rendelkező parlamenti pártok 1990 és 2025 között | Saját frakcióval rendelkező parlamenti pártok 1990 és 2025 között | Saját frakcióval rendelkező parlamenti pártok 1990 és 2025 között | Saját frakcióval rendelkező parlamenti pártok 1990 és 2025 között | Saját frakcióval rendelkező parlamenti pártok 1990 és 2025 között | Saját frakcióval rendelkező parlamenti pártok 1990 és 2025 között | Saját frakcióval rendelkező parlamenti pártok 1990 és 2025 között |
| --------------------------------------------------------------------------------------- | ----------------------------------------------------------------- | ----------------------------------------------------------------- | ----------------------------------------------------------------- | ----------------------------------------------------------------- | ----------------------------------------------------------------- | ----------------------------------------------------------------- | ----------------------------------------------------------------- | ----------------------------------------------------------------- | ----------------------------------------------------------------- |
|                                                                                         |                                                                   | Egyesült Kisgazdapárt                                             | EKgP                                                              | jobboldali                                                        | • agrárpolitika                                                   | 1994. január 17.                                                  | 1994                                                              |                                                                   |                                                                   |
|                                                                                         |                                                                   | Független Kisgazda-, Földmunkás- és Polgári Párt                  | FKgP                                                              | jobboldali                                                        | • agrárpolitika • nemzeti konzervativizmus                        | 1990. január 4.                                                   | 1990–1992 1994–2002                                               |                                                                   |                                                                   |
|                                                                                         |                                                                   | LMP – Magyarország Zöld Pártja                                    | LMP-Zöldek                                                        | centrista                                                         | • zöldpolitika • zöld liberalizmus                                | 2009. február 24.                                                 | 2010–2025                                                         |                                                                   |                                                                   |
|                                                                                         |                                                                   | Magyar Demokrata Fórum                                            | MDF                                                               | jobboldali                                                        | • konzervativizmus • keresztényszocializmus                       | 1989. december 11.                                                | 1990–2010                                                         |                                                                   |                                                                   |
|                                                                                         |                                                                   | Magyar Demokrata Néppárt                                          | MDNP                                                              | jobboldali                                                        | • nacionalizmus • kereszténydemokrácia                            | 1996. március 7.                                                  | 1996–1998                                                         |                                                                   |                                                                   |
|                                                                                         |                                                                   | Magyar Igazság és Élet Pártja                                     | MIÉP                                                              | szélsőjobboldali                                                  | • nemzeti konzervativizmus • globalizációellenesség               | 1993. július 23.                                                  | 1993–1994 1998–2002 2013–2014*                                    |                                                                   |                                                                   |
|                                                                                         |                                                                   | Szabad Demokraták Szövetsége                                      | SZDSZ                                                             | centrista                                                         | • neoliberalizmus • szociálliberalizmus                           | 1990. január 18.                                                  | 1990–2010                                                         |                                                                   |                                                                   |
| A parlamentben jelenlévő, de saját frakcióval nem rendelkező pártok 1990 és 2022 között |                                                                   |                                                                   |                                                                   |                                                                   |                                                                   |                                                                   |                                                                   |                                                                   |                                                                   |
|                                                                                         |                                                                   | Agrárszövetség                                                    | ASZ                                                               | baloldali                                                         | • agrárpolitika                                                   | 1990. január 26                                                   | 1990–2002                                                         |                                                                   |                                                                   |
|                                                                                         |                                                                   | Centrum Párt                                                      | CP                                                                | harmadikutas                                                      | • centrizmus • szociáldemokrácia                                  | 2002. január 7.                                                   | 2002                                                              |                                                                   |                                                                   |
|                                                                                         |                                                                   | Együtt – a Korszakváltók Pártja                                   | Együtt                                                            | baloldali                                                         | • szociálliberalizmus • szociáldemokrácia                         | 2013. július 5.                                                   | 2014–2018                                                         |                                                                   |                                                                   |
|                                                                                         |                                                                   | Igen Szolidaritás Magyarországért Mozgalom                        | ISZOMM                                                            | baloldali                                                         | • demokratikus szocializmus • szociáldemokrácia                   | 2020. szeptember 5.                                               | 2020–2022                                                         |                                                                   |                                                                   |
|                                                                                         |                                                                   | Közösség a Társadalmi Igazságosságért Néppárt                     | KTI                                                               | harmadikutas                                                      | • centrizmus • szociáldemokrácia                                  | 2013. december 3.                                                 | 2013–2014                                                         |                                                                   |                                                                   |
|                                                                                         |                                                                   | Magyar Liberális Párt                                             | MLP                                                               | centrista                                                         | • liberalizmus • Európa-pártiság                                  | 2013. március 29.                                                 | 2014–2022                                                         |                                                                   |                                                                   |
|                                                                                         |                                                                   | Magyarországi Szociáldemokrata Párt                               | MSZDP                                                             | baloldali                                                         | • szociáldemokrácia                                               | 1989. december 19.                                                | 2002–2010                                                         |                                                                   |                                                                   |
|                                                                                         |                                                                   | Polgári Válasz                                                    | PV                                                                | jobboldali                                                        | • konzervativizmus                                                | 2021. május 11.                                                   | 2021–2022                                                         |                                                                   |                                                                   |
|                                                                                         |                                                                   | ReforMerek                                                        | Reformerek                                                        | harmadikutas                                                      | • konzervatív liberalizmus • kereszténydemokrácia                 | 2021. július 1.                                                   | 2021–2022                                                         |                                                                   |                                                                   |
|                                                                                         |                                                                   | Szociális Unió                                                    | SZU                                                               | baloldali                                                         | • demokratikus szocializmus • szociáldemokrácia                   | 2011. április 8.                                                  | 2011–2014                                                         |                                                                   |                                                                   |
|                                                                                         |                                                                   | Új Kezdet                                                         | ÚK                                                                | jobboldali                                                        | • konzervatív liberalizmus • kereszténydemokrácia                 | 2016. február 20.                                                 | 2018–2022                                                         |                                                                   |                                                                   |
|                                                                                         |                                                                   | Vállalkozók Pártja                                                | VP                                                                | jobboldali                                                        | • konzervativizmus • liberalizmus                                 | 1989. december 5.                                                 | 1990–2006                                                         |                                                                   |                                                                   |
|                                                                                         |                                                                   | Volner Párt                                                       | VP                                                                | jobboldali                                                        | • euroszkepticizmus • nemzeti konzervativizmus                    | 2021. július 9.                                                   | 2021–2022                                                         |                                                                   |                                                                   |

  *    frakció nélkül
A korábbi parlamenti pártoknak mandátumuk elvesztésével csak a döntési befolyásuk szűnik meg, de maga a párt ettől függetlenül természetesen tovább működhet, viszont előfordulhat, hogy jellemzően a parlamenti jelenléttel együtt járó állami támogatás elmaradása idővel a párt megszűnéséhez vagy átalakulásához vezet.

## Parlamenten kívüli pártok
Az Országos Bírósági Hivatal nyilvántartása szerint 2024 elején 185 párt volt bejegyezve. Ezen pártalapítási kedvet az országgyűlési választások előtt a hatályos jogszabályoknak tudták be, mely kedvez az anyagi támogatásban részesülő „kamupártok” alapításának.
Alább egy lista a nevezetesebb parlamenten kívüli pártokról:
- A Haza Pártja
- Civil Mozgalom
- Független Kisgazdapárt[3]
- Igen Szolidaritás Magyarországért Mozgalom
- Jólét és Szabadság Demokrata Közösség[3]
- Magyar Kétfarkú Kutya Párt
- Magyar Liberális Párt
- Magyar Munkáspárt
- Magyarországi Munkáspárt 2006 - Európai Baloldal
- Magyarországi Szociáldemokrata Párt
- Második Reformkor Párt
- Mindenki Magyarországa Néppárt
- Megoldás Mozgalom
- Normális Élet Pártja
- ReforMerek
- Szocialisták és Demokraták
- Szociális Unió
- Volner Párt
- Új Alternatíva Párt

## Megszűnt pártok
Alább egy lista a nevezetesebbekről:
- Agrárszövetség – Nemzeti Agrár Párt[5]
- CENTRUM Összefogás Magyarországért[6]
- Egyesült Kisgazdapárt
- Együtt – a Korszakváltók Pártja
- Humanista Párt
- Közösség a Társadalmi Igazságosságért Néppárt[7]
- MCF Roma Összefogás Párt[8]
- Magyarországi Cigánypárt[9]
- Magyar Demokrata Fórum[10]
- Magyar Demokrata Néppárt
- Magyar Igazság és Élet Pártja
- Magyar Szocialista Munkáspárt
- Modern Magyarország Mozgalom
- Polgári Konzervatív Párt
- Polgári Válasz[11]
- Táncsics – Radikális Balpárt[12]
- Seres Mária Szövetségesei
- Szabad Demokraták Szövetsége
- Szociáldemokrata Párt[13]
- Szociáldemokraták Magyar Polgári Pártja
- Új Kezdet[14]
- Új Világ Néppárt[15]
- Vállalkozók Pártja
- Zöld Baloldal Párt[16]
- Zöldek Pártja[3][17]